# Svend Heineke
Svend Aage Heineke (født 16. oktober 1906 - død 24. oktober 1995) var en danskt ingeniør, han blev  19. maj 1960 valgt som formand for Dansk Arbejdsgiverforening.
Svend Heineke blev allerede i 1942 valgt som medlem til DA's hovedbestyrelse og siden 1948 var han medlem af DA's forretningsudvalg samt næstformand 1955 - 1960.
Heineke gik af som formand for DA den 26. maj 1970.
Heineke blev uddannet varmeingeiør hos virksomheden Richard Critall & Co. i London 1930-31. I 1932 blev Svend Heineke ansat i familiefirmaet Kerteminde Jernstøberi, og blev dets indehaver i 1933. Fra 1959 til 1967 var Svend Heineke formand for bestyrelsen for Burmeister & Wain A/S.
I 1937-42 og 1946-50 var han medlem af Kerteminde Byråd for Det Konservative Folkeparti, i den sidste periode var han endvidere borgmester.